# Camptodontium fallax
Camptodontium fallax là một loài Rêu trong họ Dicranaceae. Loài này được (Herzog) Broth. mô tả khoa học đầu tiên năm 1924.